# The Workshop of the George Wallington Trio
| Recensione | Giudizio |
| ---------- | -------- |
| AllMusic   |          |

The Workshop of the George Wallington Trio è un album a nome George Wallington Trio, pubblicato dall'etichetta discografica Norgran Records nell'ottobre del 1954.

## Tracce

### LP
Lato A (10,699)
Musiche di George Wallington, eccetto dove indicato.
1. Before Dawn – 3:24
2. A Night in Tunisia – 3:19 (musica: Dizzy Gillespie, Frank Paparelli)
3. If I Love Again – 2:45 (testo: Jack Murray – musica: Ben Oakland)
4. Your Laughter – 3:00 (musica: Patty McGovern)

Lato B (10,700)
Musiche di George Wallington.
1. Thoroughbred – 3:14
2. Without Reservation – 2:47
3. Morning Dew – 3:16
4. Busman's Holiday – 2:34

## Formazione
- George Wallington – piano
- Curly Russell – contrabbasso
- Art Taylor – batteria

Note aggiuntive
- Norman Granz – produttore, supervisione
- George Wallington – note retrocopertina album originale